# Armando Cooper
Armando Enrique Cooper Whitaker (ur. 26 listopada 1987 w Colón) – panamski piłkarz występujący na pozycji środkowego pomocnika.

## Kariera klubowa
Cooper seniorską karierę rozpoczął w 2006 roku w zespole Árabe Unido. Od tego czasu wywalczył z nim 3 mistrzostwa fazy Clausura (2008, 2009, 2010) oraz wicemistrzostwo tej fazy w 2007. Od 2011 roku do 2015 roku Cooper był zawodnikiem Godoy Cruz, który gra w argentyńskiej Primera División. W sezonie 2013/2014 był wypożyczony do Oțelulu Gałacz. W 2015 najpierw grał w FC St. Pauli, a następnie wrócił do Árabe Unido. Później kontynuował karierę w Toronto FC. Następnie grał w Universidad de Chile. Potem wyjechał z Ameryki i występował w Dinamie Bukareszt oraz Maccabi Petach Tikwa. W 2019 roku po raz kolejny powrócił do Árabe Unido.

## Kariera reprezentacyjna
W reprezentacji Panamy Cooper zadebiutował w 2006 roku. Pierwszego gola zdobył 11 stycznia 2011 roku w meczu z Nikaraguą. Został powołany do kadry na Złoty Puchar CONCACAF 2011, 2015, 2017 i 2019.
Znalazł się w kadrze Panamy na Mundial 2018.